# アフリカキヌバネドリ属
アフリカキヌバネドリ属（あふりかきぬばねどりぞく、学名 Apaloderma）は、キヌバネドリ目キヌバネドリ科の1属である。

## 系統と分類
キヌバネドリ科の中ではアジアキヌバネドリ属 Harpactes・Apalharpactes と近縁で、これら旧世界のキヌバネドリ3属で単系統を作る。ただし、この3属の間の類縁関係は不明である。
Sibley分類ではキヌバネドリ科で最初に分岐したとされ、1属でアフリカキヌバネドリ亜科 Apalodermatinae となっていたが、この系統仮説は正しくなかった。

## 種
3種が属する。
- Apaloderma narina, Narina Trogon, アフリカキヌバネドリ
- Apaloderma aequatoriale, Bare‐cheeked Trogon, ニシアフリカキヌバネドリ
- Apaloderma vittatum, Bar‐tailed Trogon, シマオアフリカキヌバネドリ